# آلکینو
آلکینو (انگلیسی: Alkino) یک شهرک در شهرستان سالاواتسکی استان باشقیرستان کشور روسیه است.